# Трансфемінізм

Символ трансфемінізму

Трансфемінізм, або транс фемінізм, був визначений вченою і активісткою Емі Кояма, як «рух про і для транс-жінок, які розглядають їх звільнення і можливість бути нерозривно пов'язаноми із звільненням всіх жінок». Кояма зазначає, що «він також відкритий для інших квір-груп, інтерсексуальних людей, транс-чоловіків, не транс-жінок, не транс-чоловіків та інших, хто прихильно ставиться до потреб транс-жінок і вважає їх союз з транс-жінками важливим для їх власного визволення». Трансфемінізм також визначається в більш загальному плані як «підхід до фемінізму, який формується транс політикою».
У 2006 році перша книга про трансфемінізм «Транс/формування фемінізму: трансфеміністські голоси говорять» під редакцією Крісти Скотт-Діксон вийшла у видавництві Sumach Press.
За словами Емі Коями, існує два «основні принципи трансфемінізму», якими живе кожен трансфемініст і яким бажає керуватися. По-перше, Кояма заявляє, що всім людям слід дозволяти не лише жити власним життям незалежно від того, який спосіб вони вибирають для визначення себе, але люди також повинні поважати суспільство за свою індивідуальність та унікальність. Включаючи право на індивідуальне вираження статі або гендеру без страху помсти. Другий принцип Коями стверджує, що кожна людина має повне право і єдина має право мати повний контроль над власним тілом. Не повинно бути жодної форми влади ― політичної, медичної, релігійної чи іншої ― яка може змінити рішення людини щодо її тіла та їхнього добробуту, і їх автономія повністю знаходиться в руках цієї єдиної особи. 

## Історія
Серед перших голосів цього руху є Кейт Борнштейн, авторка книги «Гендер поза законом: про чоловіків, жінок та решту нас»,  та Сенді Стоун, автор есе «Імперія завдає удару у відповідь: посттранссексуальний маніфест», що включає пряму відповідь на твори Дженніс Реймонд про транссексуальність. У 21 столітті Кріста Скотт-Діксон та Джулія Серано опублікували трансфеміністські твори. Борнштейн також випустила нові роботи, такі як «Гендер поза законом: Наступне покоління» у 2010 році разом із С. Беар Бергман. Сьюзен Страйкер та Талія М. Бетчер також нещодавно випустили публікацію про трансфемінізм.
Діаною Курван та Емі Кояма був створений Transfeminism.org у 2000 році для пропаганди проекту «Антологія Трансфемінізму». Однак сайт насамперед присвятив себе впровадженню концепції трансфемінізму в наукові кола та пошуку та з'єднанню людей, які працюють над проектами та темами трансфемінізму, через однойменну антологію.  Кояма та Курван шукали інших трансфеміністів та збільшили їхній вплив. Антологія мала на меті представити рух широкій аудиторії. Цей сайт більше не активний.
Патрік Каліфія першим використав це слово у друці в 1997 році, і це залишається першим відомим вживанням терміну трансфемінізм у друку поза періодикою. Імовірно, що цей термін неодноразово використовувся до 2000 року (або навіть до того, як Курван вперше заявила про його використання в 1992 році). Термін набув популярності лише після 1999 року. Джессіка Ксав'єр, знайома Курвант, можливо, самостійно придумала цей термін, коли використовувала його для своїх статей «Проходження як управління стигмою» та «Проходження як привілей» наприкінці 1999 р. Емі Кояма написала широко відомий «Трансфеміністський маніфест» приблизно під час запуску вебсайту, який за її активної участі в академічних дискусіях та в Інтернеті допоміг поширити цей термін.
Протягом останніх декількох десятиліть ідея про те, що всі жінки поділяють спільний досвід, потрапляла під пильну увагу серед інших кольорових жінок, лесбійок та жінок робітничого класу. Багато трансгендерів також ставлять під сумнів гендер, і кидають виклик гендеру як біологічному факту. Трансфеміністки наполягають на тому, щоб їх унікальний досвід був визнаний частиною феміністичної сфери.
Трансфемінізм включає в себе всі основні теми третьої хвилі фемінізму, включаючи різноманітність, образ тіла, і самовизначення. Трансфемінізм ― це не просто злиття транс-проблем з фемінізмом. Він також включає критичний аналіз фемінізму другої хвилі з точки зору третьої хвилі.  Як і всі фемінізми, трансфемінізм критикує загальноприйняті поняття маскулінності та стверджує, що жінки заслуговують рівних прав. Нарешті, трансфемінізм поділяє об’єднуючий принцип з іншими фемінізмами, згідно з яким гендер є патріархальною соціальною конструкцією, що використовується для пригнічення жінок. Отже, багатьма «транс» у трансгендері вживається, щоб означати трансгресивність.   Ніколас Бірнс справді класифікує трансфемінізм як «фемінізм, який визначає термін «транс-» максимально неоднорідним чином».
Шлях до легітимності трансфемінізму як концепції був іншим і більш складним, ніж для інших фемінізмів. Маргіналізовані жінки передусім повинні були довести, що їхні потреби відрізняються, і що фемінізм не завжди говорить за них. Кояма повторює це на початку «Трансфеміністського маніфесту» кажучи, що, коли маргіналізована група жінок висловлюється, інші феміністки починають сумніватися, кого вони представляють і які їхні переконання. Транс-жінки повинні показати, що їхня жіночість є такою ж як і у інших жінок, і що фемінізм може говорити за них, не перестаючи бути фемінізмом. 

## Порівняно з іншими фемінізмами

### Спільні основи
Основним положенням фемінізму є те, що біологія не є і не повинна дорівнювати долі. Думка про те, що жінки не повинні стримуватися традиційними гендерними ролями, відіграє важливу роль у всіх фемінізмах. Трансфемінізм розширюється на цій передумові, стверджуючи, що люди загалом не повинні обмежуватися статевими/гендерними нормами.
Феміністки традиційно досліджували межі того, що означає бути жінкою. Трансфеміністи стверджують, що транс-люди та феміністки-цисгендери подібними способами протистоять загальноприйнятим поглядам суспільства на стать та гендер. Теорія звільнення трансгендерів пропонує фемінізму нову точку зору, з якої можна розглядати гендер як соціальну конструкцію, навіть пропонуючи нове значення гендеру.
Трансфеміністські критики основного фемінізму кажуть, що як інституціоналізований рух, фемінізм втратив з поля зору основну ідею, що біологія ― це не доля. Насправді, стверджують вони, багатьом феміністкам здається цілком комфортним прирівнювати стать і гендер і наполягати на певній долі для транс-осіб, базуючись ні на чому іншому, як на біології. Трансфемінізм має на меті протистояти та кинути виклик фіксованості статі, від якої, як вважають багато його прихильників, залежать традиційні підходи до жіночих досліджень.
Трансгендери часто є об'єктами боротьби з транс-насильством. Хоча жінки також регулярно стикаються з насильством, трансфеміністки визнають антитранснасильство формою гендерної поліції.

### Відмінності
Незважаючи на подібність, існують також відмінності між трансфемінізмом та багатьма іншими формами фемінізму. Наприклад, трансфемінізм різко контрастує з фемінізмом другої хвилі. Трансфеміністки часто критикують ідеї універсального сестринства, пристосовуючись більше до міжсекційності та до оцінки основної третьої хвилі різноманітності жіночого досвіду. Посилаючись на свій загальний досвід, багато трансфеміністок прямо оскаржують думку, що жіночність ― це цілком соціальна конструкція. Натомість вони розглядають стать як багатогранний набір різноманітних внутрішніх та соціальних якостей. Наприклад, існують як транс, так і цис-особи, які висловлюються різними способами, що відрізняються від очікувань суспільства щодо чоловічого та жіночого.  Оскільки це сильно впливає на те, як людина переживає та формулює свою стать, а також на їхнє становище в межах патріархату, ці трансфеміністки стверджують, що вираз чоловічої та жіночої статі є важливим поняттям, гідним феміністичного дослідження, який слід порівнювати та протиставляти як призначеній статі, так і гендерній ідентичності .
Сестринство
«Сестринство» — основний термін, який відокремлює трансфемінізм від фемінізму другої хвилі. На думку критиків, «сестринство» як термін викликає думку про те, що патріархат та його тактика настільки універсальні, що найважливіший досвід жінок скрізь рівнозначний. Однак жінки в культурно, етнічно та/або економічно різноманітних суспільствах, молоді жінки та дівчата, жінки з інвалідністю та інші, заперечують проти ідеї загального сестринства та його логічних розширень, включаючиідею: в сексистському суспільстві всі жінки мають однаковий (мінімальний) рівень влади.
Трансфеміністки повідомляють про багато ситуацій, яких недостатньо обстежували, коли використання досвіду однієї жінки може завдати шкоди іншій жінці. Наприклад, трансфеміністки пропонують консультативні ради для кризових ліній та притулків для жінок, закінчення неоплачуваних феміністичних стажувань,створення стратегічних фондів для допомоги транс-службовцям з нетрадиційними проблемами охорони здоров'я, включення конкретні антирасистські та інші антирепресивні критерії на бланках оцінки працівників тощо. Особливо плідним було трансфеміністське розслідування фемінізму та інвалідності, фемінізму та статі, а також їх поєднання.

#### Жіночність
Жіночність стала місцем суперечок між трансфеміністками та деякими іншими феміністками. Транс-жінок звинувачують у перебільшенні своїх жіночих рис. Оскільки злочини на ґрунті ненависті та соціальні покарання поширюються на транс-людей, однозначне зображення статі може підвищити почуття безпеки у транс-людини. Навіть коли видимі ознаки жіночності лише незначно відрізняються від норм, вони можуть розглядатися як недоречні.
Жіночність у трансгендерних жінок помічається і карається набагато суворіше, ніж однакова поведінка жінок-цисгендерів. Цей подвійний стандарт виявляє, що сама поведінка не є такою проблематичною для багатьох критиків, як існування транс-людей. Джулія Серано називає мізогінію, яку переживають транс-жінки, як «трансмісогінію».

#### Womyn-born-Womyn
Шейла Джеффріс, яскраво виражена противниця трансфемінізму та трансгендерних ідентичностей у цілому, підтримує рух під назвою «Womyn-born-Womyn». Цей рух вважає, що стать є гнітючою штучною конструкцією, що стать, призначена при народженні, є незмінною, і що операції зі зміни статі повинні бути незаконними в США. Зокрема, Джеффріс стверджує в «Трансгендерний активізм: Лесбійська феміністична перспектива», що «транссексуалізм ― це конструкція медичних наук», яка спрямована на отримання прибутку від дорогих операцій та створенні частин тіла. Джаніс Реймонд, Мері Дейлі та інші, стверджують, що феміністичний рух не повинен зосереджувати свою енергію на транс-жінках. Супротивники руху «Womyn-born-Womyn», такі як Келсі Брін Джонс, стверджують, що виключення транс-жінок із просторів для жінок позбавляє їх права на самоідентифікацію та їх власний досвід трансмізогінії.

#### Лесбійський фемінізм і трансфемінізм
У роботі «Феміністичне життя» (2017) Сара Ахмед уявляє лесбійський фемінізм як фундаментальний та необхідний союз із трансфемінізмом. Ахмед стверджує, що антитранс позиція ― це антифеміністична позиція, яка працює проти феміністичного проекту створення світу на підтримку тих, для кого гендерний фаталізм (тобто хлопчики будуть хлопчиками, дівчата будуть дівчатами) є шкідливим.

#### Радикальний фемінізм і трансфемінізм
Багато радикальних феміністок висловлювали антитранс-точки зору; наприклад, у статті «Гендерні болі» (2014) Шейла Джеффріс доводила, що трансфемінізм ― це те, що чоловіки здійснюють свою владу, визначаючи, що таке жінки. Однак не всі радикальні феміністки відхиляють прийняття трансгендерів. Радикальна феміністична письменниця та активістка Андреа Дворкін у своїй книзі «Жінка, яка ненавидить» виступила проти переслідування та ненависті трансгендерів та вимагала, щоб громада вільно проводила операції зі зміни статі для трансгендерів. Дворкін стверджувала, що «кожен транссексуал має право на виживання на власних умовах. Це означає, що кожен транссексуал має право на операцію зі зміни статі, і це має бути надане спільнотою як одна з його функцій».
Деякі трансгендерні жінки були учасницями лесбійського фемінізму та радикального фемінізму. Яскравим прикладом є Сенді Стоун, транс-лесбійка-феміністка, яка працювала звукорежисеркою у лесбійсько-феміністичній групі Olivia Records. У червні та липні 1977 року, коли двадцять дві феміністки протестували проти участі Стоун, Олівія Рекордс захистила її, сказавши, що Стоун ― «жінка, з якою ми можемо спілкуватися з комфортом і довірою».

##### Трансфобія в радикальному фемінізмі
Книга радикальної феміністки Дженіс Реймонд «Транссексуальна імперія» 1979 р. була і залишається суперечливою через її однозначне засудження операцій трансгендерів. Реймонд каже: «Всі транссексуали ґвалтують жіночі тіла, зменшуючи справжню жіночу форму до артефакту, присвоюючи це тіло собі... Транссексуали просто відсікають найбільш очевидні засоби вторгнення жінок, щоб вони здавалися неінвазивними».

Такі трансгендерні жінки, як Сенді Стоун, оскаржували загальноприйняту феміністичну концепцію другої хвилі «цисжінки». Стоун працювала звукорежисеркою в Olivia Records приблизно з 1974 по 1978 рік, подавши у відставку, оскільки суперечка навколо транс-жінкок, посилювалася. Дискусія тривала в книзі Реймонд, в якій присвячена глава, яка критикує «транссексуально побудовану лесбійку-феміністку». Групи, такі як Лесбійська організація Торонто, запровадили політику «тільки для жінок». Офіційний запит на приєднання до LOOT було подано трансгендерною лесбійкою транс-жінкою в 1978 році. У відповідь організація проголосувала за виключення транс-жінок. У своєму публічному відгуку LOOT писав:
Жіночий голос майже ніколи не чувся як жіночий ― він завжди фільтрувався через чоловічі голоси. Отже, тут приходить хлопець, який каже: «Зараз я буду дівчиною і буду говорити за дівчат». І ми подумали: «Ні, ти ні». Людина не може просто приєднатися до пригноблених людей.
Шейла Джеффріс позначила трансгендерну ідентичність як «глибоко проблематичну з феміністичної точки зору» і заявила, що «транссексуальність найкраще розглядати в цьому світлі, як безпосередньо політичне, медичне зловживання правами людини». Вона також написала  «Гендерні болі: феміністичний аналіз політики трансгендерності», опубліковану в 2014 році.

## Основні проблеми трансфемінізму

### Включення в основний фемінізм
Трансфеміністки борються за те, щоб їх прийняла більша частина основного фемінізму завдяки аргументу, що представництво трансгендерних жінок загрожує самому фундаменту чи цілям жінок-цисгендерів. Наприклад, за словами Грехем Майєди, жінки, які визнають себе правими, вважають, що питання рівності та жіночої важливості стають менш важливими, коли згадується біологія транс-людей. Він зазначив, що ці феміністки відчувають, що біологічна природа транс-жінок плутає кордони «лише для жінок» і може суперечити або порушувати феміністичні цілі встановлення голосу в патріархальному світі. 
Такі групи, як Лесбійські месники, приймають транс-жінок, тоді як інші відмовляються від них. Закон «Про насильство над жінками» зараз «прямо захищає трансгендерів та лесбійок, геїв та бісексуалів», центри домашнього насильства, кризові центри, групи підтримки та інші послуги, що фінансуються VAWA, не можуть відмовити будь-якій особі за статтю, гендерним виразом, або сексуальною орієнтацією.

### Гендерна дисфорія
Гендерна дисфорія описує стан людей, які переживають значну дисфорію при призначенні статі, яка їм була дана при народженні, або гендерних ролях, пов’язаних з цією статтю. Термін «розлад гендерної ідентичності» також часто використовується, особливо при офіційному діагнозі, що застосовується серед психологів та медиків. Порушення гендерної ідентичності було класифіковано як медичний розлад за ICD-10 CM  та DSM-4. DSM-5, однак, використовує менш патологізуючий термін гендерна дисфорія, а МКБ-11 використовує термін гендерна невідповідність. Багато трансгендерних осіб, трансфеміністи та медичні дослідники стверджують, що діагноз патологізує гендерні відмінності, підсилює бінарну модель статі і може призвести до стигматизації трансгендерних осіб.  Багато трансфеміністок та традиційні феміністки також пропонують відмовитись від цього діагнозу через його потенційно жорстоке використання людьми з владою і можуть стверджують, що гендерні зміни є правом усіх людей. Аргументуючи попередню діагностичну категорію, трансфеміністи, які підтримують «розлад гендерної ідентичності», зазвичай поступаються зловживанням діагнозом у минулому, аргументуючи більшу професійну відповідальність.
На конференції Trans Identity 2006 року в Університеті Вермонта Курван представила аналіз цієї суперечки. Вона зазначила, що «елімінаціоністи» повинні вирішити, чи суперечать їх зусилля з дестигматизації людей, що займаються дестигматизацією психічних захворювань, і чи справді вилучення категорії «розлад гендерної ідентичності» допоможе першим, порушуючи при цьому існуючий, хоча і обмежений режим страхування. І навпаки, «консерватори» повинні вирішити проблему помилкових діагнозів та неправильного «лікування». Вона запропонувала зберегти категорію та зосередити зусилля на легітимації психічних захворювань та поліпшенні прийняття людей, залишивши осторонь питання діагностики.

## Див.також
- Феміністичні течії
- Феміністичні погляди на трансгендерні теми
- Гетеропатріархат
- Гетеросексизм
- Список трансгендерних тем
- Лесбійський фемінізм
- Квір-теорія